# Jeong Gyeong-mi
Dans ce nom coréen, le nom de famille, Jeong, précède le nom personnel.
Jeong Gyeong-mi, née le 26 juillet 1985, est une judokate sud-coréenne.
Lors des Championnats du monde de judo 2007, elle emporte la médaille de bronze dans la catégorie moins de 78 kg. L'année suivante, elle reçoit la même médaille lors des Jeux olympiques d'été de 2008.